# Franciscus Jozef Breteler
Franciscus Jozef Breteler, né en 1932, est un botaniste, taxonomiste et universitaire néerlandais, spécialiste de la flore africaine. Il collecta des spécimens notamment dans les pays suivants : Angola, Cameroun, Côte d'Ivoire, Gabon, Liberia, Madagascar, Togo, également au Venezuela et aux Pays-Bas.

## Hommages
Les épithètes spécifiques de plusieurs espèces lui rendent hommage, telles que : Baphia breteleriana, Empogona breteleri, Eugenia breteleri, Hymenostegia breteleri, Justicia breteleri, Manettia breteleri, Memecylon breteleranum, Pristimera breteleri, Rhaptopetalum breteleri, Talbotiella breteleri ou Tricalysia breteleri.

## Sélection de publications
- The African Dichapetalaceae : a taxonomical revision ; this first instalment contains the treatment of the species a-b in Dichapetalum ; a provisional key to the continent African species is added, Wageningen Veenman, 1973
- Polygalaceae, Jardin botanique national de Belgique, Meise, 1979 (en collab. avec A. Smissaert-Houwing)
- The Connaraceae : a taxonomic study with emphasis on Africa, Agricultural University, Wageningen, 1989
- Connaraceae, Muséum national d'histoire naturelle, France, 1992.
- Dichapetalaceae, coll. « Flore du Cameroun », no 37, Ministère de la recherche scientifique et technique, (MINREST), Yaoundé, 2001 (en coll. avec Gaston Achoundong et Philippe Morat).